# Semivermilia crenata
Semivermilia crenata är en ringmaskart som först beskrevs av O.G. Costa 1861.  Semivermilia crenata ingår i släktet Semivermilia och familjen Serpulidae. Inga underarter finns listade i Catalogue of Life.